# Sociedade Brasileira de Paleontologia
A Sociedade Brasileira de Paleontologia (SBP), é uma associação científica sem fins lucrativos, que congrega profissionais das ciências biológicas, geológicas e afins, bem como pessoas com interesse na pesquisa e na divulgação da ciência da paleontologia. 
Fundada em 1958, trabalha há mais de 50 anos pela valorização da carreira do paleontólogo e pela valorização do patrimônio paleontológico do país.

## Biografia
A SBP foi fundada em 7 de março de 1958, dia que se comemora também o Dia do Paleontólogo. Porém é comum ver comemorações pelo dia sendo feitas na data de 15 de junho, devido à lei do estado de São Paulo de 30 de abril de 1981 designar como este o dia do paleontólogo, data que a SBP não reconhece. Seu primeiro presidente foi o paleontólogo brasileiro-alemão Wilhelm Kegel. A SBP tem sede e foro na cidade do Rio de Janeiro.

## Objetivos
A SBP tem como objetivos:
- fortelecer a Paleontologia, colaborando para o desenvolvimento da ciência nacional;[2]
- auxiliar na integração da comunidade paleontológica brasileira, através da organização e interação de seus associados;[2]

Tais objetivos são sempre levados em conta nos congressos e encontros promovidos pela SBP ao longo dos mais de 50 anos de sua fundação. Desde 2001, a SBP publica também a Revista Brasileira de Paleontologia.

## Código de Ética da Paleontologia Brasileira
A Sociedade Brasileira de Paleontologia propôs, durante o XXVI Congresso Brasileiro de Paleontologia, realizado em 2019 na cidade de Uberlândia, um código de ética para os seus membros, que pauta o exercício da profissão e a formação de novos profissionais da paleontologia.